# مستشفى البشير
مستشفيات البشير هي أقدم مستشفيات المملكة الأردنية الهاشمية و أكبرها، تأسست عام  1954 على مساحة 153 دونم،   و تقع في العاصمة الأردنية عمّان في منطقة جبل الأشرفية - شارع التاج. تتكون مستشفيات البشير من مستشفى الجراحة، مستشفى النسائية والتوليد والأطفال، مستشفى الباطني والأشعة و الجلدية، مستشفى الإسعاف والطوارئ، ومستشفى الجراحات التخصصية، ومركز طوارئ للعلاجات القلبية و مركز لعلاج الأورام. كما كان يحوي مستشفى خاص بفيروس كورونا سابقاً.
مستشفيات البشير هي مستشفيات معتمدة كمستشفيات تعليمية للمجلس الطبي الأردني والمجلس العربي للاختصاصات الطبية،  كما أنها معتمدة لتدريب الأطباء خلال فترة الامتياز ومعتمدة لتدريب المهن الطبية المساندة من ممرضين وفنيين وغيرهم.
تتبع مستشفيات البشير لوزارة الصحة الأردنية، حيث تخدم مستشفياتها سكان العاصمة عمّان و تعدادهم 4.5 ملايين نسمة (تعداد عام 2021)، تحتوي مستشفيات البشير على 1925 سريراً، 86 سريراً للعناية الحثيثة، 25 سريراً للعناية المتوسطة، 15 سريراً للعناية القلبية، 100 حاضنة خداج، 10 أسرة عزل للحروق، 27 غرفة عمليات، 20 سرير للغسيل الكلوي.
وفي عام 2020 تم افتتاح مستشفى الطوارئ بمنحة ممولة من الوكالة الأمريكية للتنمية الدولية حيث صمم المشروع واشرف عليه شركة دار العمران للتخطيط والعمارة والهندسة.
تقوم مستشفيات البشير باستقبال أكثر من 12 ألف مراجع يومياً وصرف أكثر من 9 آلاف وصفة علاجية يومياً وإجراء أكثر من 100 عملية مبرمجة في اليوم الواحد.

## التخصصات المتاحة
تتواجد في مستشفيات البشير معظم التخصصات الطبية وهي:
- الطب الباطني
  - الباطني العام
  - الباطني الصدرية
  - الباطني أعصاب
  - الباطني الجهاز الهضمي
  - الباطني الغدد الصمّاء
  - الباطني الكلى
  - الباطني القلب
  - الباطني أمراض الدم
  - الباطني أمراض الروماتيزم
- الطب النفسي
- طب الأورام
- طب الجراحة
  - الجراحة العامة وجراحة المنظار
  - جراحة الصدر
  - جراحة الأطفال
  - جراحة الأعصاب
  - جراحة العظام
  - جراحة الأنف والأذن و الحنجرة
  - جراحة العيون
  - جراحة المسالك البولية
  - جراحة الأوعية الدموية
  - جراحة الوجه والفكين
  - جراحة التجميل والحروق
- زراعة الأعضاء: زراعة القرنية وزراعة الكلى والمفاصل
- طب الأطفال
  - طب الأطفال
  - طب كلى الأطفال
  - طب حديثي الولادة والخداج
- طب وجراحة النسائية والتوليد
- التخدير والعناية الحثيثة
- طب الأشعة
  - طب الأشعة التشخيصية
  - طب الأشعة العلاجية
  - الطب النووي
  - طب الأشعة التداخلية
- طب الجلدية والتجميل
- طب الأسرة
- طب والعلاج بالرقية جميع الطبيعي والتأهيل و الأطراف الصناعية
- طب الإسعاف والطوارئ
- الطب الشرعي
- طب أمراض الأنسجة
- طب المجتمع وطب الأوبئة
- طب الأسنان والتقويم